# Zahari Point
Zahari Point är en udde i Antarktis. Den ligger i Sydshetlandsöarna. Argentina, Chile och Storbritannien gör anspråk på området.
Terrängen inåt land är huvudsakligen kuperad, men västerut är den platt. Havet är nära Zahari Point söderut. Trakten är glest befolkad. Närmaste befolkade plats är Maldonado Station, 10,6 kilometer väster om Zahari Point. 